# Callulina
Callulina és un gènere de granotes de la família Microhylidae que és endèmic de Tanzània.

## Taxonomia
- Callulina kisiwamsitu (de Sá, Loader & Channing, 2004).
- Callulina kreffti (Nieden, 1911).